# Dendrochilum dewindtianum
Dendrochilum dewindtianum là một loài thực vật có hoa trong họ Lan. Loài này được W.W.Sm. mô tả khoa học đầu tiên năm 1915.